# Levanderia erythraeensis
Levanderia erythraeensis is een tweekleppigensoort uit de familie van de Galeommatidae. De wetenschappelijke naam van de soort is voor het eerst geldig gepubliceerd in 1905 door Sturany.